# Choroba Dercuma
Choroba Dercuma, tłuszczakowatość bolesna (łac. adipositas dolorosa, adiposis dolorosa) – rzadka choroba charakteryzująca się obecnością bolesnych tłuszczaków w tkance podskórnej dowolnej okolicy ciała, po raz pierwszy opisana przez Francisa Xaviera Dercuma w 1892.
Aktualnie do rozpoznania choroby konieczne jest współistnienie czterech cech klinicznych:
- bolesne tłuszczaki, których ilość i wielkość postępuje w czasie;
- uogólniona otyłość
- osłabienie, męczliwość
- zaburzenia emocjonalne pod postacią depresji, niestabilności emocjonalnej lub zaburzenia neurologiczne pod postacią padaczki lub otępienia.

Są to kryteria podane w 1994 przez Brodovskiego. Według definicji WHO do rozpoznania choroby Dercuma wystarcza obecność tłuszczaków, które wskutek lokalnego ucisku powodują ból i uczucie osłabienia.